# Il sapore del grano
Il sapore del grano è un film del 1986 scritto e diretto da Gianni Da Campo.

## Trama
Lorenzo, un giovane insegnante ventunenne appena iscritto nelle graduatorie, giunge in treno in un piccolo paese del Veneto per il suo primo incarico da supplente. Uno dei suoi allievi, un ragazzo di dodici anni di nome Duilio, figlio di un contadino, cresce gradualmente fino a diventare un buon amico, ma il ragazzo desidera che l'insegnante si comporti come un fratello maggiore. Lorenzo visita spesso la casa di Duilio e incontra la sua famiglia. Nel frattempo incontra Cecilia, una giovane donna di cui si innamora, ricambiato. Tuttavia, il rapporto con la ragazza è soltanto a livello fisico: lei gli rivela di avere da tre anni un fidanzato, di nome Bruno, ma di desiderare anche una relazione aperta con il consenso di quest'ultimo, vale a dire di continuare a frequentarlo. Lorenzo, dopo avere incontrato Bruno a Venezia, rifiuta l'offerta e, dopo un ultimo incontro, sceglie di rompere con Cecilia in prossimità del matrimonio di lei. Nel frattempo, l'insegnante si avvicina molto a Duilio e spesso passano del tempo insieme. Al ragazzo vengono dati dei volumi di un'enciclopedia, un giradischi e il ragazzo a sua volta dona al suo amico una barca intagliata e alcune poesie. Durante una visita alla fattoria, il ragazzo bacia il suo insegnante sulle labbra. La sorella del ragazzo, Adalgisa, torna da Milano dove era ospite da una zia e tutti e tre diventano amici; con lei Lorenzo riesce a instaurare qualcosa in più di un'amicizia. Ma molte cose cambiano dopo che la matrigna di Duilio inizia a diffidare di Lorenzo e lo dice a suo padre. A poco a poco, su richiesta del padre del ragazzo che sa che suo figlio ama il suo insegnante più di suo padre, si incontrano meno spesso. Duilio durante i pomeriggi deve lavorare nella fattoria, ma lui ha ancora bisogno dell'insegnante e gli manca. Per uscire da questa difficile situazione, Lorenzo alla fine dell'anno scolastico decide di lasciare per sempre il paese e Duilio, poiché forse nel nuovo anno scolastico avrà una cattedra da un'altra parte. Sua madre si rende conto che i sentimenti dell'insegnante per il ragazzo sono puri e chiede di essere perdonata. La sua famiglia dice che è sempre il benvenuto in qualsiasi momento. Il ragazzo sa che il suo maestro non tornerà mai più, ma non comprendendone il motivo, inizia a correre a perdifiato dietro al taxi. L'insegnante, dapprima riluttante all'idea di una relazione amorosa e omosessuale, una volta partito piange l'amore perduto con un ragazzo che ormai, fidandosi totalmente di lui, gli confidava ogni cosa.

## Riconoscimenti
- 1986 - Laceno d'oro
  - Targa Kim Arcalli

## Distribuzione

### Edizioni home video
Il film è stato pubblicato per la prima volta in DVD nel novembre del 2011 dalla Ripley's Home Video. Negli extra sono stati immessi il cortometraggio I Parenti del 1969 e un'intervista al regista.